# Władysław Strzemiński

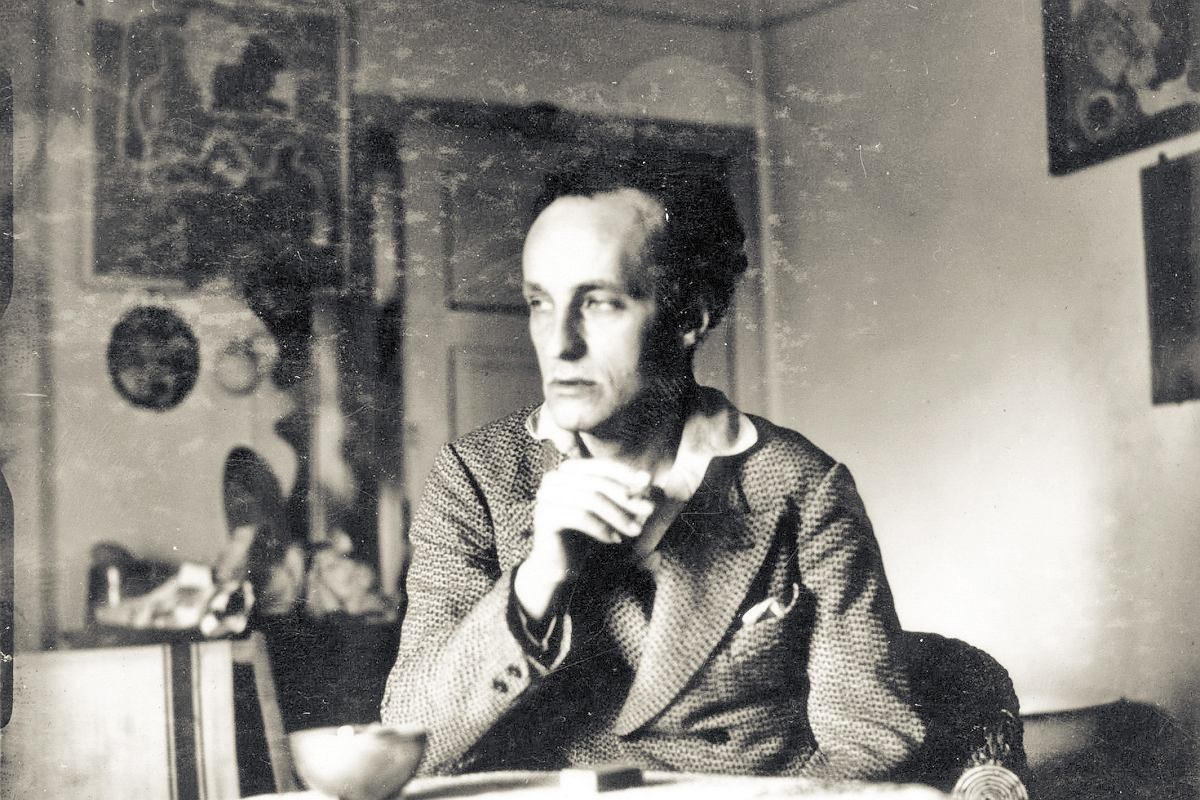
Władysław Strzemiński, 1932

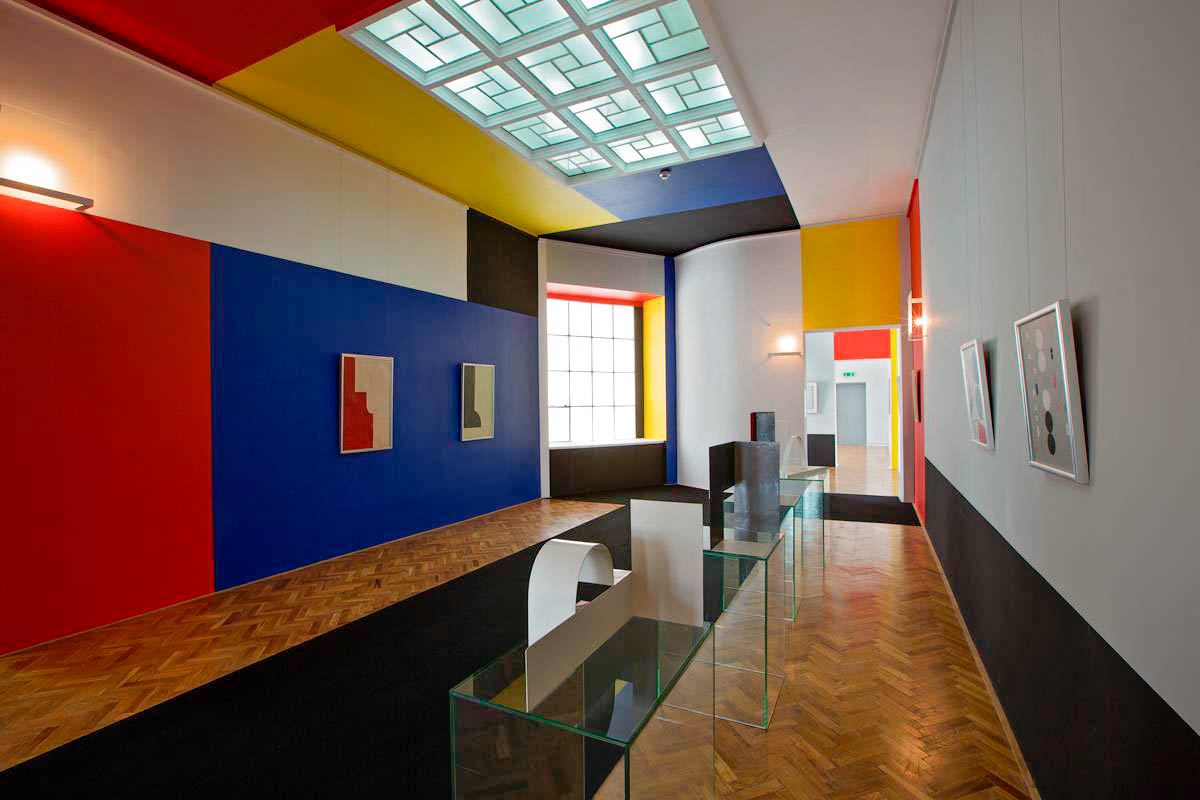
Neoplastic Room được Bolesław Utkin, một trong những học trò của Strzemiński, xây dựng lại vào năm 1960

Władysław Strzemiński (tiếng Belarus: Уладыслаў Страмінскі; sinh ngày 21 tháng 11 năm 1893 tại Minsk – mất ngày 26 tháng 12 năm 1952 tại Łódź) là một họa sĩ tiên phong người Ba Lan nổi tiếng thế giới.
Năm 1920, ông kết hôn với Katarzyna Kobro.
Năm 1922, Strzemiński chuyển đến Wilno (nay là Vilnius). Năm 1923, ông hỗ trợ Vytautas Kairiūkštis tổ chức triển lãm nghệ thuật tiên phong đầu tiên ở nơi ngày nay là lãnh thổ của Litva (khi đó thuộc quyền cai trị của Ba Lan).
Vào tháng 11 năm 1923, Strzemiński chuyển đến Warsaw. Tại đây, ông cùng Henryk Berlewi thành lập nhóm kiến tạo Blok.
Trong những năm 1920, ông đã xây dựng lý thuyết chủ nghĩa thống nhất. Những bức tranh theo chủ nghĩa thống nhất của ông đã truyền cảm hứng cho nhà soạn nhạc người Ba Lan Zygmunt Krauze sáng tác nhiều tác phẩm âm nhạc theo chủ nghĩa thống nhất. Strzemiński là tác giả của cuốn sách mang tính cách mạng có tựa đề "The theory of vision." Ông là đồng sáng tạo của bộ sưu tập nghệ thuật tiên phong độc đáo ở Łódź. Đây là công sức của các thành viên thuộc nhóm "a.r." như Katarzyna Kobro, Henryk Stażewski (các họa sĩ) và Julian Przyboś, Jan Brzękowski (các nhà thơ).
Ở Łódź sau chiến tranh, Strzemiński làm giảng viên tại Trường Cao cấp Nghệ thuật Tạo hình và Thiết kế. Neoplastic Room của ông được xây tại Bảo tàng Sztuki ở Łódź vào năm 1948 nhưng bị dỡ bỏ vào năm 1950 vì không phù hợp với thẩm mỹ chủ nghĩa hiện thực xã hội chủ nghĩa do Włodzimierz Sokorski, bộ trưởng văn hóa của Đảng Công nhân thống nhất Ba Lan áp đặt.
Các tác phẩm của Strzemiński được triển lãm tại các bảo tàng trên khắp thế giới như Centre Pompidou, Museo Reina Sofia, Moderna Museet Malmö và Phòng triển lãm Whitechapel.
Cuộc đời của Władysław Strzemiński là đề tài cho bộ phim cuối cùng của đạo diễn Andrzej Wajda có tên là  Afterimage (2016).

## Danh mục
1. Władysław Strzemiński. Readability of Images. Proceedings of the international conference devoted to the work of Władysław Strzemiński,  13–ngày 14 tháng 10 năm 2011, Muzeum Sztuki, Łódź 2015.
2. Władysław Strzemiński 1893–1952. On the 100th Anniversary of His Birth, Muzeum Sztuki w Łodzi, Łódź 1993.